# Aidan Reynolds
Aidan Reynolds (ur. 5 lipca 1994) – brytyjski lekkoatleta specjalizujący się w rzucie oszczepem.
Początkowo uprawiał koszykówkę. Był jednym z siedmiorga młodych brytyjskich sportowców, którzy zapalili znicz olimpijski podczas ceremonii otwarcia igrzysk olimpijskich w Londynie (2012). Do zapalenia znicza wytypował go mistrz olimpijski z 1964 roku w skoku w dal Lynn Davies.
Zdobywał medale mistrzostw Anglii w kategoriach szkolnych.
Rekord życiowy: 68,77 (2 marca 2013, Loughborough).